# Lista de prefeitos de Arari
Esta é a lista de prefeitos do município de Arari, estado brasileiro do Maranhão.

## Período imperial (1864 — 1889)
Desde a sua emancipação política, em 1864, Arari foi administrado por dezenas administradores, alguns governaram por mais de uma vez. Durante a Proclamação da República, ocorrida em 15 de novembro de 1889, Arari foi administrada por “Conselhos de Intendência”. Os integrantes desses Conselhos eram indicados pelos Interventores estaduais, equivalentes aos governadores, na época.
| Nº | Nome                      | Partido             | Início do mandato   | Fim do mandato        | Observações      |
| 1  | José Antonio Fernandes    | Partido Conservador | 9 de julho de 1864  | 28 de junho de 1873   | Prefeito nomeado |
| 2  | José Antonio de Oliveira  | Partido Liberal     | 29 de junho de 1873 | 16 de junho de 1880   | Prefeito nomeado |
| 3  | Antonio Francisco Cardoso | Partido Conservador | 17 de junho de 1880 | 21 de janeiro de 1890 | Prefeito nomeado |

## Período republicano (1889-2025)
| Nº                                                    | Nome                                                                     | Imagem                | Partido | Início do mandato       | Fim do mandato                          | Observações                                                        |
| Primeira República (1889–1930)                        |                                                                          |                       |         |                         |                                         |                                                                    |
| 1                                                     | José Pedro de Sousa                                                      |                       | PR      | 21 de janeiro de 1890   | 24 de fevereiro de 1890                 | Intendente nomeado                                                 |
| 2                                                     | Pedro José de Ericeira                                                   |                       | PBM     | 25 de fevereiro de 1890 | 10 de abril de 1890                     | Intendente nomeado                                                 |
| 3                                                     | Pedro Nunes Cutrim                                                       |                       | PR      | 11 de abril de 1890     | 2 de agosto de 1890                     | Intendente nomeado                                                 |
| 4                                                     | Filomeno dos Anjos Chaves                                                |                       | PDC     | 2 de agosto de 1890     | 30 de maio de 1892                      | Intendente nomeado                                                 |
| 5                                                     | Francisco de Paula Bogéa                                                 |                       | PBM     | 31 de maio de 1892      | 31 de dezembro de 1895                  | Intendente nomeado                                                 |
| 6                                                     | Vicente Ferreira Rodrigues                                               |                       | PBM     | 1° de janeiro de 1896   | 10 de dezembro de 1901                  | Intendente nomeado                                                 |
| 7                                                     | Belizário Duarte Fernandes                                               |                       | PDC     | 11 de dezembro de 1901  | 4 de outubro de 1905                    | Intendente nomeado                                                 |
| 8                                                     | Raimundo Antonio da Costa Fernandes                                      |                       | PDC     | 5 de outubro de 1905    | 4 de outubro de 1909                    | Intendente nomeado                                                 |
| 9                                                     | Belizário Duarte da Costa                                                |                       | PDC     | 5 de outubro de 1909    | 15 de dezembro de 1912                  | Intendente nomeado                                                 |
| 10                                                    | Marcelino Eduardo Chaves                                                 |                       | PDC     | 16 de dezembro de 1912  | 13 de dezembro de 1915                  | Intendente nomeado                                                 |
| 11                                                    | Lucílio Quintino Fernandes                                               |                       | PDC     | 14 de dezembro de 1915  | 8 de maio de 1918                       | Intendente nomeado                                                 |
| 12                                                    | Herculano Olímpio Ericeira                                               |                       | PDC     | 9 de maio de 1918       | 26 de dezembro de 1921                  | Intendente nomeado                                                 |
| 13                                                    | Antonio Anízio Garcia                                                    |                       | PRS     | 27 de dezembro de 1921  | 11 de dezembro de 1925                  | Intendente nomeado                                                 |
| 14                                                    | Mateus Vieira Oliveira                                                   |                       | PRS     | 12 de dezembro de 1925  | 9 de novembro de 1930                   | Intendente nomeado                                                 |
| Segunda e Terceira República — Era Vargas (1930–1945) |                                                                          |                       |         |                         |                                         |                                                                    |
| 15                                                    | Cipriano Ribeiro dos Santos                                              |                       | PP      | 10 de novembro de 1930  | 4 de outubro de 1930                    | Prefeito nomeado                                                   |
| 16                                                    | Gentil Gomes                                                             |                       | PP      | 5 de outubro de 1930    | 28 de maio de 1931                      | Prefeito nomeado                                                   |
| 17                                                    | Virgílio de Almeida                                                      |                       | PP      | 29 de maio de 1931      | 18 de agosto de 1931                    | Prefeito nomeado                                                   |
| 18                                                    | Custódio Chaves Bogéa                                                    |                       | PDN     | 19 de agosto de 1931    | 10 de dezembro de 1931                  | Prefeito nomeado                                                   |
| 19                                                    | Pedro de Alcântara Fernandes                                             |                       | PP      | 11 de dezembro de 1931  | 23 de agosto de 1932                    | Prefeito nomeado                                                   |
| 20                                                    | Francisco Pimenta Bastos                                                 |                       | PDN     | 24 de agosto de 1932    | 4 de outubro de 1933                    | Prefeito nomeado                                                   |
| 21                                                    | Antonio Anísio Garcia                                                    |                       | AL      | 5 de outubro de 1933    | 30 de janeiro de 1945                   | Prefeito nomeado                                                   |
| Quarta República (1945–1964)                          |                                                                          |                       |         |                         |                                         |                                                                    |
| 22                                                    | José Aureliano do Vale                                                   |                       | PTB     | 31 de janeiro de 1945   | 30 de janeiro de 1950                   | Prefeito eleito em sufrágio universal                              |
| 23                                                    | Justina Fernandes Rodrigues                                              |                       | PSD     | 31 de janeiro de 1950   | 30 de janeiro de 1955                   | Prefeito eleito em sufrágio universal                              |
| 24                                                    | Antonio de Jesus dos Santos                                              |                       | UDN     | 31 de janeiro de 1955   | 30 de janeiro de 1960                   | Prefeito eleito em sufrágio universal                              |
| 25                                                    | Maria Ribeiro Prazeres                                                   |                       | UDN     | 31 de janeiro de 1960   | 30 de janeiro de 1965                   | Prefeito eleito em sufrágio universal                              |
| Quinta República (1964–1985)                          |                                                                          |                       |         |                         |                                         |                                                                    |
| 26                                                    | Raimundo Sousa Fernandes                                                 |                       | ARENA   | 31 de janeiro de 1965   | 30 de janeiro de 1970                   | Prefeito eleito em sufrágio universal                              |
| 27                                                    | Raimundo dos Mulunduns Prazeres                                          |                       | ARENA   | 31 de janeiro de 1970   | 30 de janeiro de 1973                   | Prefeito eleito em sufrágio universal                              |
| 28                                                    | Benedito de Jesus Abas                                                   |                       | ARENA   | 31 de janeiro de 1973   | 31 de janeiro de 1977                   | Prefeito eleito em sufrágio universal                              |
| 29                                                    | Domingos Aprígio Batalha (Arari, 14.10.1926–02.12.1997)                  |                       | ARENA   | 1º de fevereiro de 1977 | 31 de janeiro de 1983                   | Prefeito eleito em sufrágio universal                              |
| Sexta República, ou Nova República (1985–presente)    |                                                                          |                       |         |                         |                                         |                                                                    |
| 30                                                    | Leão dos Santos Neto (Arari, 15.01.1942–)                                |                       | PDS     | 1º de fevereiro de 1983 | 1º de janeiro de 1989                   | Prefeito eleito em sufrágio universal                              |
| 31                                                    | Horácio da Graça de Sousa Filho (Arari, 15.08.1939–São Luís, 15.10.2014) |                       | PFL     | 1º de janeiro de 1989   | 31 de dezembro de 1992                  | Prefeito eleito em sufrágio universal                              |
| 32                                                    | Leão dos Santos Neto (Arari, 15.01.1942–)                                |                       | PSDB    | 1º de janeiro de 1993   | 31 de dezembro de 1996                  | Prefeito eleito em sufrágio universal                              |
| 33                                                    | Rui Fernandes Ribeiro Filho (Arari, 09.11.1957–)                         |                       | PMDB    | 1º de janeiro de 1997   | 31 de dezembro de 2000                  | Prefeito eleito em sufrágio universal                              |
| 33                                                    | Rui Fernandes Ribeiro Filho (Arari, 09.11.1957–)                         | 1º de janeiro de 2001 | PMDB    | 31 de dezembro de 2004  | Prefeito reeleito em sufrágio universal |                                                                    |
| 34                                                    | José Antonio Nunes Aguiar, Mindubim (Arari, 12.07.1970–)                 |                       | PT      | 1º de janeiro de 2005   | 24 de novembro de 2006                  | Prefeito eleito em sufrágio universal, afastado do cargo           |
| 35                                                    | Leão dos Santos Neto (Arari, 15.01.1942–)                                |                       | PSDB    | 24 de novembro de 2006  | 31 de dezembro de 2008                  | Segundo colocado nas eleições, assumiu após afastamento do titular |
| 35                                                    | Leão dos Santos Neto (Arari, 15.01.1942–)                                | 1º de janeiro de 2009 | PSDB    | 31 de dezembro de 2012  | Prefeito reeleito em sufrágio universal |                                                                    |
| 36                                                    | Djalma de Melo Machado (Arari, 13.08.1957–)                              |                       | PTB     | 1º de janeiro de 2013   | 31 de dezembro de 2016                  | Prefeito eleito em sufrágio universal                              |
| 36                                                    | Djalma de Melo Machado (Arari, 13.08.1957–)                              | 1º de janeiro de 2017 | PTB     | 31 de dezembro de 2020  | Prefeito reeleito em sufrágio universal |                                                                    |
| 37                                                    | Rui Fernandes Ribeiro Filho (Arari, 09.11.1957–)                         |                       | PTB     | 1º de janeiro de 2021   | 31 de dezembro de 2024                  | Prefeito eleito em sufrágio universal                              |
| 38                                                    | Maria Alves Muniz (Penalva, 06.01.1964–)                                 |                       | MDB     | 1º de janeiro de 2025   | Atual                                   | Prefeita eleita em sufrágio universal                              |

## Referência bibliográfica
- BATALHA, João Francisco. Um Passeio Pela História do Arari. São Luís, 2011.